# Canton de Flers-Nord
Le canton de Flers-Nord est une ancienne division administrative française située dans le département de l'Orne et la région Basse-Normandie.

## Histoire
Ce canton a été créé en 1982 en divisant en deux l'ancien canton de Flers.

## Représentation

### Conseillers généraux de Flers-Nord de 1982 à 2015
| Période | Période | Identité     | Étiquette | Qualité |
| ------- | ------- | ------------ | --------- | --- |
| 1982    | 1992    | Jean Douard  | DVD       | Chirurgien, maire de Flers (1983-1989)                                                                                |
| 1992    | 1998    | Jean Goujon  | DVG       | Enseignant, maire de Montilly-sur-Noireau (1989-2008)                                                                 |
| 1998    | 2015    | Gérard Colin | DVG       | Cadre de l’industrie automobile Maire adjoint de Saint-Georges-des-Groseillers, élu en 2015 dans le canton de Flers-2 |

Le canton participe à l'élection du député de la troisième circonscription de l'Orne.

### Conseillers généraux de l'ancien canton de Flers (1833-1982)
| Période | Période      | Identité                                             | Étiquette   | Qualité |
| ------- | ------------ | ---------------------------------------------------- | ----------- | --- |
| 1833    | 1844 (décès) | Antoine Schnetz                                      |             | Ancien notaire à Paris, maire de Flers                                                                     |
| 1844    | 1848         | Wladimir Nicolas William Villedieu, marquis de Torcy |             | Propriétaire et maire de Durcet                                                                            |
| 1848    | 1884 (décès) | Philippe (Antoine) Schnetz (fils d'Antoine Schnetz)  |             | Ancien commandant de la Garde nationale à Flers, propriétaire à Flers                                      |
| 1884    | 1898         | Claudius Duperron                                    | Républicain | Maire de Flers, conseiller d'arrondissement                                                                |
| 1898    | 1915 (décès) | Julien Salles (1829-1915)                            | Républicain | Notaire à Flers                                                                                            |
| 1915    | 1919         | siège vacant                                         |             | |
| 1919    | 1923 (décès) | Constant Yver                                        | RG          | Docteur en médecine à Flers                                                                                |
| 1923    | 1925         | Henri Hammerlin                                      | Républicain | Conseiller municipal de Flers                                                                              |
| 1925    | 1940         | Lucien-Émile Halbout                                 | PDP         | Industriel, maire de La Lande-Patry (1904-1950)                                                            |
|         |              |                                                      |             | |
| 1943    | 1945         | Maurice Duguey (1885-1976)                           |             | Adjoint au maire de Flers, nommé conseiller départemental en 1943                                          |
|         |              |                                                      |             | |
| 1945    | 1973         | Émile Halbout (Fils de L.Halbout)                    | MRP puis CD | Apiculteur, député (1946-1958), maire de La Lande-Patry (1950-1967) puis de Flers (1967-1973 et 1977-1978) |
| 1973    | 1979         | Pierre Van der Gucht (1916-2005)                     | DVD         | Chirurgien-dentiste, maire de Flers (1973-1977)                                                            |
| 1979    | 1982         | Michel Lambert                                       | PS          | Enseignant, député (1981-1993), maire de Flers (1989-2001), élu en 1982 dans le canton de Flers-Sud        |

### Conseillers d'arrondissement du canton de Flers (de 1833 à 1940)
Le canton de Flers appartenait à l'arrondissement de Domfront jusqu'à sa disparition en 1926.
Il avait deux conseillers d'arrondissement de 1868 à 1871.
| Période                                  | Période          | Identité                        | Étiquette   | Qualité |
| ---------------------------------------- | ---------------- | ------------------------------- | ----------- | --- |
| 1833                                     | 1834 (démission) | Pierre Gabriel Blin (1761-1844) |             | Ancien notaire à Flers                                                                                      |
| 1834                                     | 1839             | M. Dumesnil-Gervaisière         |             | Négociant à Flers                                                                                           |
| 1839                                     | 18..             | Pierre Appert ainé (1808-1875)  |             | Négociant, conseiller municipal de Flers                                                                    |
| 1848                                     | 1870             | François Delaunay-Blin          |             | Fabricant, conseiller municipal de Flers                                                                    |
|                                          |                  |                                 |             | |
| 1868                                     |                  | Théodore Foucault-Desnos        |             | Fabricant à Flers                                                                                           |
|                                          |                  |                                 |             | |
| 1877                                     | 1884 (démission) | Claudius Duperron               | Républicain | Maire de Flers (1881-?), suppléant du juge de paix, juge puis président du tribunal de commerce             |
| 1884                                     | 1900 (décès)     | M. Buffard                      |             | |
|                                          |                  |                                 |             | |
| 1907                                     | 1919             | Émile Lesueur                   |             | Président de la société de secours mutuel de Flers                                                          |
| 1907                                     | 1919             | Jean Cabrol (1856-1934)         |             | Industriel, président de la chambre de commerce de Flers                                                    |
| 1919                                     | 1925             | M. Lenarié                      |             | |
| 1919                                     | 1925             | Eugène Lacaille                 |             | Propriétaire agriculteur, maire de Cerisy-Belle-Étoile                                                      |
| 1925                                     | 1940             | Paul Rabâche (1877-1948)        | Républicain | Vice-président du comice agricole cantonal, maire de Caligny                                                |
| 1925                                     | 1940             | Georges Bain                    | Républicain | Président de la chambre de commerce                                                                         |
| 1940                                     |                  |                                 |             | Les conseils d'arrondissement ont été suspendus par la loi du 12 octobre 1940 et n'ont jamais été réactivés |
| Les données manquantes sont à compléter. |                  |                                 |             | |

## Composition

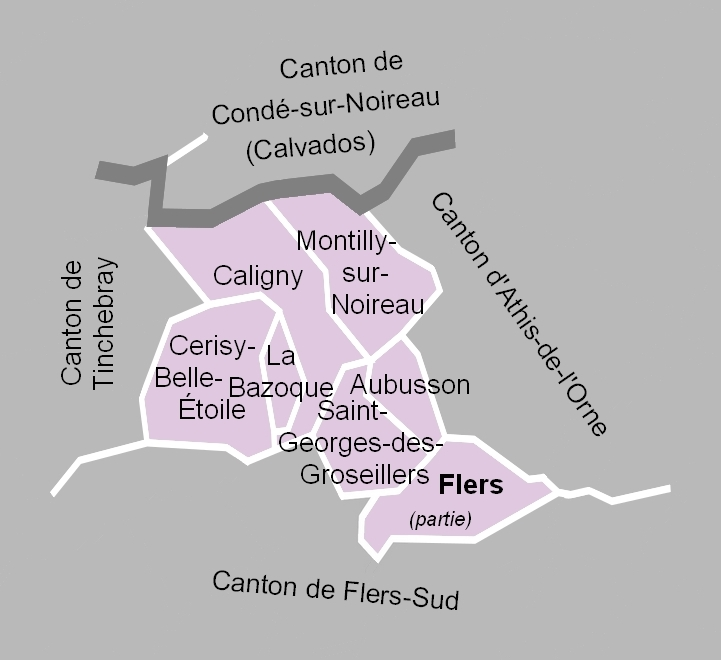
La carte des communes du canton. Les cantons limitrophes étaient ceux de Condé-sur-Noireau, d'Athis-de-l'Orne, de Flers-Sud et de Tinchebray.

Le canton de Flers-Nord groupait sept communes, dont une partie de Flers, et comptait 13 859 habitants (population municipale 2012).
| Communes                                                                                 | Population (2012) | Code postal | Code Insee |
| ---------------------------------------------------------------------------------------- | ----------------- | ----------- | ---------- |
| Aubusson                                                                                 | 425               | 61100       | 61011      |
| La Bazoque                                                                               | 261               | 61100       | 61030      |
| Caligny                                                                                  | 848               | 61100       | 61070      |
| Cerisy-Belle-Étoile                                                                      | 721               | 61100       | 61078      |
| Flers                                                                                    | 7 613 (1)         | 61100       | 61169      |
| Montilly-sur-Noireau                                                                     | 722               | 61100       | 61287      |
| Saint-Georges-des-Groseillers                                                            | 3 289             | 61100       | 61391      |
| (1) La fraction de commune située sur ce canton (population municipale totale : 14 736). |                   |             |            |

La portion de Flers incluse dans ce canton était située à l'est « d'une ligne définie par l'axe des voies suivantes : rue de la Planchette (à partir de la limite de la commune de Flers), rue du Moulin, rue Henri-Veniard, rue du 6-Juin, rue de Domfront (jusqu'à la place du Maréchal-de-Lattre), et par la ligne de chemin de fer (jusqu'à la limite de la commune de Flers) ».
À la suite du redécoupage des cantons pour 2015, les communes de La Bazoque, Caligny et Cerisy-Belle-Étoile sont rattachées au canton de Flers-1, les communes d'Aubusson, Montilly-sur-Noireau et Saint-Georges-des-Groseillers à celui de Flers-2. La partie de la commune de Flers de ce canton est rattachée totalement au canton de Flers-2.
Contrairement à beaucoup d'autres cantons, aucune commune définitivement supprimée, depuis la création des communes sous la Révolution, n'était incluse dans le canton de Flers-Nord.

## Démographie
| 1982 | 1990   | 1999   | 2006   | 2011   | 2012   |
| ---- | ------ | ------ | ------ | ------ | ------ |
| -    | 15 615 | 14 923 | 14 574 | 14 005 | 13 859 |